# Стовбур свердловини

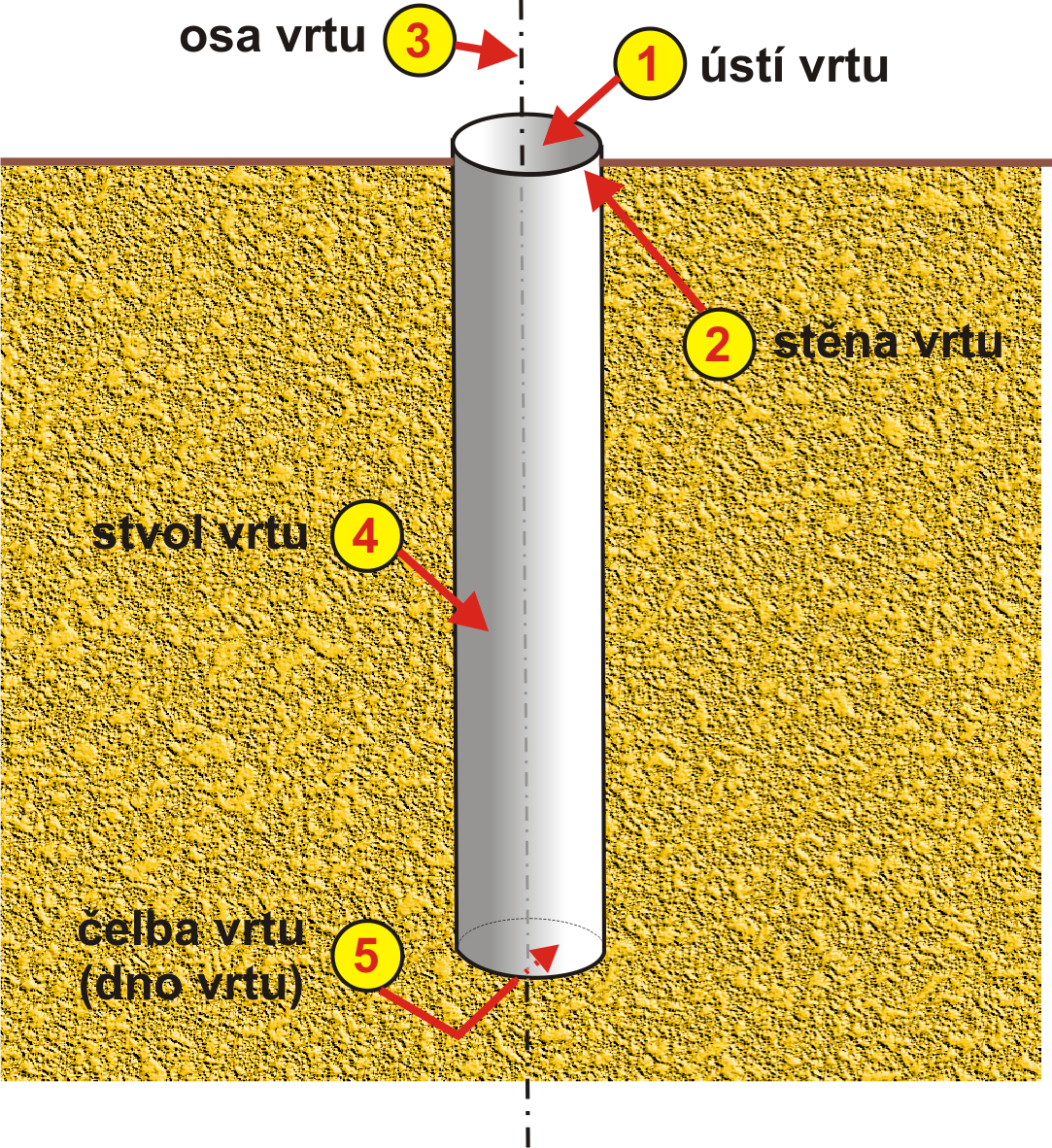
Рис. 1. Стовбур свердловини.

Рис. 2. Схема підземного обладнання газової свердловини
1 — експлуатаційний пакер; 2 — циркуляційний клапан; 3 — ніпель,
4 — вибійний клапан-відсікач зі зрівнювальним клапаном;
5 — роз'єднувач колони НКТ; 6 — інгібіторний клапан; 7 — аварійний зрізний клапан; 8 — НКТ; 9 — рідкий інгібітор корозії й гідратоутво-рення; 10 — хвостовик

Стовбур свердловини (рос. ствол скважины; англ. borehole, wellbore; нім. Sondesäule f) — вертикальний або похилий трубовидний порожнистий простір свердловини від гирла до вибою, обмежений стінками свердловини. Допускається викривлення стовбура свердловини від вертикалі за умови, що вибій її не вийде за межі зони допуску. Кут відхилення осі стовбура свердловини від вертикалі називають зенітним кутом свердловини.

## Загальний опис

### Різновиди стовбурів
Розрізняють стовбури свердловин:
за положенням осі стовбура і конфігурацією
- вертикальні, горизонтальні, похилі;
- нерозгалужені, розгалужені, поодинокі та кущові.
  - спеціальні (наприклад, з профілем "риб'ячої кістки", "березового листка", багатовибійні свердловини, багатоповерхові свердловини тощо[1])

за характером профілю стовбури свердловин поділяють на
- прямолінійні (не викривлені)
- викривлені. Викривлені поділяють на плоско викривлені і просторово викривлені.

### Підземне обладнання стовбура свердловини
Підземне обладнання стовбура свердловини дозволяє здійснювати:
– захист свердловини від відкритого фонтанування;
– освоєння, дослідження та зупинку свердловини без задавлювання її рідиною;
– вплив на привибійну зону пласта з метою інтенсифікації припливу газу до свердловини;
– експлуатацію свердловини на встановленому технологічному режимі;
– заміну колони насосно-компресорних (фонтанних) труб без задавлювання свердловини рідиною.
Для надійної експлуатації газових свердловин використовується наступне основне підземне обладнання: роз'єднувач (пакер); колона насосно-компресорних труб (НКТ); ніпель; циркуляційний клапан; інгібіторний клапан; пристрій для автоматичного закриття центрального каналу свердловини, який включає в себе вибійний клапан-відсікач, зрівнювальний клапан, перехідник і замок; аварійний, зрізний клапан; роз'єднувач колони НКТ; хвостовик.
Схема компонування підземного обладнання свердловини показана на рисунку 2.
Роз'єднувач (пакер) призначений для постійного роз'єднання пласта й трубного простору свердловини з метою захисту експлуата-ційної колони й НКТ від впливу високого тиску, високої температури й агресивних компоненти (H2S, CO2, кислот жирного ряду), що входять до складу пластового газу.
Колона НКТ спускається в свердловину для запобігання обсад-ної колони від абразивного зносу й високого тиску, для створення певних швидкостей газорідинного потоку й вироблення газонасиченого пласта від низу до верху. Фонтанні труби виготовляють з високоякісної сталі, суцільнотягнутими довжиною 5 — 7 м з внутрішнім діаметром 33, 60, 63, 89 і 102 мм.
Ніпель служить для установки, фіксації й герметизації в ньому вибійного клапана-відсікача. Він спускається в свердловину на колоні НКТ і встановлюється як правило вище пакера.
Циркуляційний клапан забезпечує тимчасове сполучення центрального каналу із затрубним простором з метою здійснення різних технологічних операцій: освоєння й задавлювання свердловини, промивання вибою, затрубного простору й колони НКТ, обробки свердловини різними хімічними агентами тощо. Клапан встановлюється в колоні НКТ під час її спуску в свердловину й витягується разом з нею.
Інгібіторний клапан призначений для тимчасового сполучення затрубного простору свердловини із внутрішнім простором колони НКТ при подачі інгібітору корозії або гідратоутворення в колону. Клапан встановлюється в колоні НКТ під час її спуску й витягується разом з нею.
Пристрій для автоматичного закриття центрального каналу свердловини призначений для тимчасового перекриття свердловини біля нижнього кінця колони фонтанних труб при аварійних ситуаціях або ремонті обладнання гирла. Він може встановлюватися в різних місцях у НКТ.
Аварійний зрізний клапан призначений для глушіння (задавлювання) обладнаної пакером свердловини в аварійній ситуації через затрубний простір, коли не можна відкрити циркуляційний клапан за допомогою дротяного пристосування. Аварійний зрізний клапан встановлюється з колоною НКТ, входить до складу комплекту свердловинного обладнання з діаметром експлуатаційної колони 219 мм на тиск 14 МПа.
Свердловинне запобіжне обладнання газових свердловин складається з двох окремих вузлів: — роз'єднувача (пакера); — клапана-відсікача.

## Обстеження стовбура свердловин
Див. Обстеження стовбура свердловини
Перед ремонтом свердловин проводять обстеження гирлового обладнання та стовбура. Метою обстеження є визначення глибини вибою i рівня рідини, перевірка стану експлуатаційної колони, фільтрової зони i стовбура свердловини, встановлення наявності в ньому дефектів, аварійного підземного устаткування i зайвих предметів. Обстеження стовбура проводять після встановлення герметичності колонної головки. Його здійснюють за допомогою печаток, на яких одержують відтиск (слід) стінки експлуатаційної колони, фільтра, зім'ять, тріщин, кінців обірваних труб i т. п.

## Руйнування стінок свердловини
Причини руйнування стінок свердловини:
- а) механічне руйнування породи під дією статичного навантаження від вище залеглих порід;
- б) механічне руйнування породи в наслідок повздовжнього переміщення, обертання і коливання бурильної колони та її елементів, коливань тиску промивальної рідини під час спуско-підіймальних операцій, коливань температури у свердловині, ерозії стінок свердловини промивальною рідиною;
- в) руйнування стінок свердловини при взаємодії фільтрату промивальної рідини з породою (набухання глин, розшарування сланців) та дії осмотичного тиску;
- г) розчинення хемогенних відкладів промивальною рідиною;
- д) розтеплення мерзлої гірської породи (танення льоду-цементу).

При не порушеному масиві гірська порода перебуває у напружено-деформованому стані (стиснута із всіх боків). При бурінні свердловини змінюється напружений стан породи, що викликає її руйнування. Для компенсації зміни бокових напружень гірської породи на стінках свердловини використовують дію гідростатичного тиску промивальної рідини. У важкій промивальній рідині на бічну поверхню стінки свердловини діє гравітаційна сила, яка запобігає обвалам гірської породи.
Для зменшення механічного руйнування стінок свердловини бурильною колоною потрібно, по можливості, використовувати прості компоновки низу бурильної колони (КНБК), вибирати режим буріння, який забезпечує відсутність вібрацій та мінімальні навантаження на стінки свердловини. Про величину зусиль при дії елементів компоновок низу на стінки свердловини свідчить значне спрацювання елементів КНБК та часті поломки цих елементів. Викривлення свердловини і вигини її стовбура збільшують зусилля, які діють на стінки свердловини. Викривлення свердловини сприяє більш швидкому руйнуванню стінок свердловини.
При швидкості руху промивальної рідини понад 300 м/хв., турбулентному режимі руху рідини створюються умови для ерозійного руйнування стінок свердловини. Найчастіше руйнуються пухкі (не-зцементовані) гірські породи при відсутності міцної глинистої кірки. Тому рекомендується знижувати швидкість руху промивальної рідини у кільцевому просторі до 150 м/хв., використовувати елементи бурильної колони невеликого діаметра, обмежувати швидкість руху колони у свердловині, використовувати промивальні рідини з низькою в‘язкістю.
Зменшення впливу фільтрату промивальної рідини на руйнування стінок свердловини досягається використанням високоякісних інгібованих рідин з низькою фільтрацією, промивальних рідин на нафтовій основі.
Для зменшення розчинення стінок свердловини вибирають про-мивальну рідину, в якій гірські породи (хемогенні, глинисті) не розчиняються. При розбурюванні солей промивальну рідину насичують солями.
Розтеплення мерзлих порід попереджують їх термоізоляцією.
На сьогодні проблема попередження руйнування стінок свердловини повністю не вирішена, особливо складених сланцями. У меншій чи більшій мірі стінки свердловин обвалюються.
Ознаки обвалів. Під час обвалів збільшується кількість породи на віброситах, з'являються затяжки бурильного інструменту, підвищується тиск на маніфольді бурових насосів внаслідок збільшення густини розчину при насиченні його шламом та утворення корків, що веде до втрати циркуляції і прихоплення бурильного інструменту. Під час спуску інструмент зупиняється, виникає необхідність проробки стовбура свердловини. Геофізичні дослідження свердловини показують наявність каверн.
У кавернозному стовбурі погіршується видалення шламу, що накопичується у кавернах. При накопиченні критичного об‘єму шламу у кавернах, зміні режиму промивання, шлам із каверн переміщується у стовбур свердловини. Це обумовлює утворення тривалих корків свердловини, оскільки шлам переміщується із однієї каверни в іншу і не виноситься на поверхню.
При наявності обвалів необхідно постійно підтримувати цирку-ляцію промивальної рідини. У разі припинення циркуляції шлам осі-дає і прихоплює бурильну колону. При розходжуванні бурильної ко-лони шламовий корок ущільнюється, втрачається циркуляція, змен-шується можливість ліквідації прихоплення. Тому під час обвалів потрібно промивати свердловину, підтримуючи шлам у зваженому стані, розходжувати бурильну колону тільки в тих межах, де вона рухається вільно і розходжування не веде до збільшення тиску на насосах.
Ліквідація обвалів. Обвали ліквідуються шляхом проробки стовбура свердловини. У процесі проробки шлам у свердловині роздроблюється і піднімається на поверхню. Але на поверхню шлам піднімається не відразу. Він може переміщуватись із однієї каверни в іншу, утримуватися у зваженому стані у промивальній рідині. При проробці змінюється режим промивання стовбура свердловини проти каверн із шламом, зрушуються нові порції шламу із інших каверн. Цей процес називають «здиранням кірки». Фактично це не здирання кірки, а вимивання шламу із каверн. Із свердловини виносяться згустки промивальної рідини насичені шламом. Густина таких згустків на 100—200 кг/м3 більша за густину поромивальної рідини. Особливо багато шламу накопичується при переході на буріння долотами меншого діаметра.
При проробці потрібно періодично піднімати долото на довжину ведучої труби, або піднімати долото із зони завалу, щоб шлам випав із промивальної рідини і його можна було знову подрібнити долотом. Для поліпшення виносу шламу збільшують в'язкість промивальної рідини, прокачують через свердловину пачки в'язкої рідини підвищеної густини об'ємом 10 — 15 м3. Нарощування інструменту виконують тільки тоді, коли немає небезпеки, що під час цієї операції шлам не осяде і не прихопить бурильні труби, тобто коли буровий інструмент вільно переміщується при зупиненій циркуляції.

## Викривлення стовбура свердловини
Див. також Викривлення стовбура свердловин
Викривлення стовбура свердловини призводить до ряду ускладнень:
- погіршуються умови роботи бурильної колони (бурильні труби піддаються додатковим знакозмінним навантаженням, збільшується кількість поломок внаслідок втоми металу, посилюється фізичне спрацювання бурильних труб, збільшується навантаження на бурильні труби;
- утворюються жолоби у стінці свердловини і відбувається прихоплення бурильного інструменту (заклинювання у жолобах);
- бурильний інструмент притискується до стінки свердловини внаслідок чого збільшується інтенсивність прилипання бурильної колони під дією перепаду тиску, також утворюються застійні зони при циркуляції промивальної рідини, що приводить до погіршення видалення шламу;
- у нестійких породах збільшується інтенсивність обвалів;
- у стовбурі свердловини утворюються уступи;
- порушується герметичність різьбових з'єднань обсадних колон;
- при цементуванні свердловини погіршується заміщення промивальної рідини цементним розчином, що приводить до міжпластових перетоків;
- ускладнюється ліквідація аварій тому що ловильний інструмент важко допустити до потрібної глибини (необхідно використовувати спеціальні центрувальні пристрої, для з‘єднання із залишеним інструментом, верхній кінець якого відхиляється і може зайти у каверну);
- виникають проблеми під час геофізичних досліджень свердловин (геофізичні прилади зупиняються в кавернах, обривається кабель через потрапляння його у жолоби і каверни); виникає необхідність перенесення геофізичних приладів до вибою і обладнання їх спеціальними пристроями (обважнювачами, центраторами, кулями) для поліпшення прохідності по стовбуру, доводиться опускати геофізичні прилади через бурильну колону, що знижує їх можливості.

За даними досліджень, при збільшенні зенітного кута викривлення на кожні 7° кількість аварій зростає у 2 рази, а час на їх ліквідацію збільшується у 4 рази. Тому, за відсутності потреби у відхиленні стовбура свердловини, необхідно бурити вертикальні свердловини.
Більшість свердловин мають викривлений стовбур. Іноді у свердловинах зенітний кут спонтанно збільшується до 15-20о, а відхилення вибою від положення гирла може складати 150—250 м.
Спонтанне викривлення свердловин відбувається під дією геологічних, технологічних, технічних чинників.
До геологічних чинників відносяться:
- анізотропія, шаруватість, сланцюватість, тріщинуватість гірських порід;
- часте чергування порід з різними механічними властивостями, особливо при їх похилому заляганні;
- наявність у розбурюваних пластах тектонічних порушень, ка-верн, порожнин;
- тверді включення у м'які незцементовані породи.

До технологічних чинників відносяться:
- втрата стійкості нижньої частини бурильної колони;
- неправильне співвідношення діаметрів ОБТ і свердловини;
- неправильний вибір конструкції, місця встановлення і кількості центраторів, які центрують нижню частину бурильної колони у свердловині;
- застосування способу і режиму буріння (навантаження на до-лото і число обертів долота), параметри якого не відповідають конс-трукції нижньої частини бурильної колони і геологічним умовам залягання гірських порід.

Із збільшенням навантаження на долото збільшуються сили, які сприяють відхиленню стовбура. Збільшення обертів може стабілізувати відхилення стовбура свердловини. На інтенсивність викривлення впливає і тип та конфігурація доліт, що використовуються при бурінні. Найбільш інтенсивно викривляються свердловини при бурінні короткими алмазними долотами. На викривлення свердловини суттєво впливає стійкість її стінок. У стовбурі свердловини, який розширюється при осипанні стінок, інтенсивність викривлення вища.
До технічних чинників відноситься:
- наявність у нижній частині бурильної колони, при бурінні ви-бійними двигунами, відхилень від осі свердловини, ексцентриситету різьбових з'єднань;
- непрямолінійність ведучої труби і перекоси у її з'єднанні;
- неспіввісність талевої системи і стола ротора;
- неспіввісність стола ротора і направлення.

Останні дві причини проявляється на порівняно невеликій глибині — від декількох метрів до декількох десятків метрів, і дуже рідко до сотень метрів.

## Забурювання бокового стовбура свердловини

Схема технології вирізання вікна компоновкою з клином-відхилювачем (віпстоком)
1 — спуск і установка клина-відхилювача; 2 — вирізання вікна першим райбером; 3 — завершення робіт з вирізання вікна; 4 — буріння горизонтальної ділянки

В Україні налічується понад 3 500 газових і майже 4 000 нафтових ліквідованих і недіючих свердловин, відновлення яких можливе із застосуванням нових сучасних технологій.
Однією з перспективних інноваційних технологій у нафтогазовидобувній галузі є впровадження якісно нової технології — відновлення ліквідованих (недіючих) свердловин. Над проблемою розвитку і впровадження технології відновлення свердловин шляхом забурювання бічних стовбурів.
У провідних нафтогазовидобувних державах світу для підвищення об'ємів видобування нафти і газу широко застосовується буріння бічних похило-скерованих і горизонтальних стовбурів у свердловинах недіючого фонду, що є одним із основних напрямків збільшення об'ємів видобутку нафти в умовах погіршення структури запасів та на кінцевих стадіях розробки родовища.
Цей метод є ресурсозберігаючим напрямком, оскільки вартість відновлення свердловин не перевищує 30 — 60 % від вартості буріння нової свердловини (враховуючи економію витрат на відведення землі, будівництва інфраструктури тощо). Економія витрат зростає зі збільшенням глибини відновлюваної свердловини.
Сьогодні найбільше розповсюдження одержали два способи забурювання бічного стовбура з експлуатаційної колони вертикальної свердловини або похилої:
– вирізання частини обсадної колони довжиною 10 — 12 м за допомогою спеціального вирізаючого пристрою з наступним цементуванням стовбура свердловини на довжину 20 — 30 м вище вирізаної частини колони. За необхідності нижче вирізаної частини встановлюють пакер. Після завершення очікування затвердівання цементу (ОЗЦ) розбурюють цементний камінь компоновкою з відхилювачем і проводять зарізання нового стовбура у необхідному напрямку;
– вирізання «вікна» в обсадній колоні за допомогою спеціальних фрез з використанням клина-відхилювача з наступним зарізанням бічного стовбура свердловини з цього клина-відхилювача.
Мінімальна довжина вирізаної ділянки обсадної колони визначається насамперед довжиною інтервалу забурювання. Розрахунок довжини інтервалу забурювання проводиться для відхилювачів як із одним кутом перегину, так і для відхилювачів із двома кутами перегину.